# Thiago Ávila
Thiago de Ávila e Silva Oliveira (Brasília, 26 de agosto de 1986) é um ativista humanitário brasileiro e coordenador internacional da Coalizão da Flotilha da Liberdade de Gaza. Ávila ganhou notoriedade internacional sendo um dos ativistas a bordo da Flotilha da Liberdade de Gaza de junho de 2025.

## Biografia
Nascido em 1986 na capital federal, Thiago Ávila construiu trajetória marcada pelo ativismo político e humanitário. Em 2022, candidatou-se a deputado federal pelo Partido Socialismo e Liberdade (PSOL). Em março de 2025, rompeu com o partido em conjunto com a tendência interna Revolução Ecossocialista, que também deixou a sigla.
Em 2009, Ávila fundou Globalvisa, empresa especializada em vistos, passaportes, traduções e assistência diplomática. Deixou a empresa em 2020.

### Atuação como ativista
Ávila ganhou notoriedade por integrar missões de ajuda humanitária destinadas à Faixa de Gaza, território palestino sob bloqueio israelense. Em junho de 2024:
- Participou do "International Summit on Gaza" em Teerã (Irã), evento que reuniu autoridades locais como o presidente do parlamento iraniano, Mohammad Bagher Ghalibaf.[1]
- Compareceu ao funeral de Hassan Nasrallah, líder do Hezbollah morto em confrontos com Israel no Líbano, onde atuou como documentarista de "violações cometidas por Israel", segundo seu relato em entrevista ao canal Arab-1.[1]

Sua atuação rendeu-lhe homenagem da Embaixada do Irã no Brasil, que destacou seu "trabalho de comunicação e solidariedade com a causa Palestina".

### Missão Madleen (2025)
Em junho de 2025, Ávila integrou a tripulação do barco Madleen — que partiu da Sicília (Itália) carregando suprimentos médicos, alimentos e itens de higiene para Gaza. A iniciativa, organizada por coalizões pró-Palestina, visava romper simbolicamente o bloqueio israelense e denunciar a "punição coletiva" contra palestinos. Entre os participantes estavam a ativista sueca Greta Thunberg e a eurodeputada francesa Rima Hassan.

#### Interceptação ilegal
O barco foi interceptado ilegalmente pela marinha israelense em águas internacionais no mar Mediterrâneo e rebocado para o porto de Ashdod. Como houve violação ao direito internacional marítimo, ativistas e o próprio Thiago consideram que ocorreu um sequestro por forças israelenses, já que esta atuou fora de sua jurisdição legal; já Israel alegou que a ação evitou a violação de seu bloqueio naval. Ávila e os demais tripulantes foram detidos para deportação, processo comum em casos similares.
O Relatório Palmer, referente ao Ataque à Flotilha da Liberdade, elaborado por um painel de especialistas nomeado pelo Secretário-Geral da ONU em 2011, concluiu que o bloqueio naval imposto por Israel à Faixa de Gaza era legal como medida de segurança, embora tenha considerado o uso da força contra os navios da flotilha como excessivo e desproporcional. A avaliação gerou controvérsias, refletindo a ausência de consenso internacional sobre a legalidade, que se reflete até hoje.
Em nota oficial, o Conselho Nacional dos Direitos Humanos (CNDH) também classificou o caso como sequestro e crime de guerra.

#### Detenção em Israel
Em 10 de junho de 2025, o Itamaraty confirmou que Thiago Ávila havia sido detido por autoridades israelenses em águas internacionais ao se recusar a assinar documentos de deportação, sendo transferido para um centro de detenção.
Em junho de 2025, Thiago Ávila foi transferido para confinamento solitário na prisão de Ayalon, após iniciar uma greve de fome em protesto contra sua detenção. Segundo a organização Flotilha da Liberdade, ele foi ameaçado com sete dias em uma cela sem ventilação e sem contato com outros presos, medida classificada por defensores de direitos humanos como "retaliação política". O governo israelense afirmou que a ação decorreu da recusa do ativista em assinar um termo de deportação voluntária.
Em nota oficial, o governo brasileiro prestou apoio consular ao ativista, solicitou sua libertação e reiterou sua oposição ao bloqueio imposto por Israel a Gaza, classificando-o como uma violação do direito internacional humanitário.

#### Libertação e Retorno ao Brasil
Thiago Ávila foi liberado pelas autoridades israelenses após três dias de detenção e desembarcou no Aeroporto Internacional de Guarulhos em 13 de junho de 2025. Seu retorno ao Brasil ocorreu após pressão diplomática do governo brasileiro.

### Acusação de calote contra agricultores
Thiago Ávila foi acusado por agricultores ligados ao Movimento dos Trabalhadores Rurais Sem Terra (MST) de ter prometido pagar salários de R$ 2.300 com carteira assinada. pagamentos referentes à compra de hortaliças produzidas no assentamento Canaã, próximo a Brasília, entre 2019 e 2023.
Além disso, foi relatado que os trabalhadores foram pressionados a assinar um termo de compromisso em 2023, que impedia críticas públicas ao projeto Bem Viver, sob ameaça de  retenção de valores pendentes.
Thiago Ávila negou as acusações, afirmando que os pagamentos foram feitos e comprovados por recibos, e que a assinatura do termo de compromisso foi voluntária e consensual entre as partes envolvidas. A defesa do ativista informou que algumas das ações judiciais já foram decididas em primeira instância favoravelmente a Ávila, e que ele não era o responsável direto por todas as operações do projeto, atuando em muitos casos como representante.

### Presença digital
Com mais de 800 mil seguidores no Instagram, Ávila utiliza a plataforma para documentar ações humanitárias e promover conteúdo sobre a Palestina.